# آئنته
آئنته (Αἰνήτη) در اسطوره‌شناسی یونانی،   دختر یوسوروس، و همسر  آینئوس بود که از او صاحب پسری به نام سیزیک شد. مؤسس قصبه ای به این نام. در برخی روایات به او انیپه گفته می‌شود.